# سطوح خود تمیز شونده
به منظور کاستن از هزینه‌های نگهداری و تمیز کردن سطوح، فناوری نانو برای ایجاد مکانی برای سطوح خود تمیز شونده و آسان تمیز شونده پا به این عرصه نهاده‌است، که با استقبال چشمگیری از سوی طراحان، سازندگان و مالکان ابنیه مواجه شده‌است. به منظور درک فرایند خود تمیز شوندگی مصالح، تعقیب دو مسیر را پیش رو داریم: یکی ویژگی هیدروفوبیک (آب گریزی) و دیگری ویژگی هیدروفیلیک (آب دوستی).

## سطوح خود تمیز شونده با الهام برگ نیلوفر آبی
نام نیلوفر آبی یک نام برگزیده است که باعث اجتماع قطرات آب می‌شود؛ بنابراین تأثیر آن اغلب با سطوح «پاک سازی» یا فوتوکاتالیز که خود پاک ساز است اشتباه گرفته می‌شود. سطوح خود پاک‌کننده در سال ۱۹۷۰ توسط گیاهشناسی در دانشگاه هیدلبرگ کشف شد. او متوجه تأثیر خود پاک‌کنندگی شد که نه تنها در برگ‌های درخت سدر نواحی قابل مشاهده بود، بلکه در ناسچرتیوم اروپا، کالج آمریکا یا جنوب آفریقا نیز قابل مشاهده است ویژگی مشترک تمامی آن‌ها این است که همه آن‌ها دافع آب می‌باشند. در سطوح زبر هیدروفوبیک با اضافه کرن واکس بر نوک بر آمدگی‌های برگ‌های نیلوفر آبی به همراه اضافه نمودن مکانیسم خود شفا دهنده به گیاه می‌توان سطوح خود پاک‌کننده بیشتر و عالی تری را ایجاد نمود. آب دانه‌های کوچکی را تشکیل می‌دهد و از برگ‌ها می‌ریزد و با خود تمام آلودگی‌های ته‌نشین شده را می‌برد. اگر برگ‌ها بخواهند آسیب ببینند آن‌ها به خودی خود بهبود می‌یابند.
این تأثیر پاک سازی همیشه پایدار نیست تأثیر هیدروفوبیک‌ها با ذخایر آب افزایش می‌یابد. تأثیر لوتوس بیشتر برای سطوح مناسب است که به‌طور منظم در معرض مقدار زیادی آب قرار بگیرند مانند آب باران یا جایی که به صورت مصنوعی وجود دارد.
آجرهای سطحی اولین محصولات با پوشش لوتوس بودند که برای چندین سال در بازار حضور داشتند اما از آنجایی که جایگزین سیستم خود پاک‌کننده موتوکاتولیکی بودند تحت نام تغییر یافته‌ای در بازار مورد استفاده قرار گرفتند.

## خود پاک سازی کاتالیز نوری (فتوکاتالیز)
با سطوح هیدروفیلیک (آب دوست) هم می‌توان سطوحی خود تمیز شونده خلق کرد. خود پاک‌کننده به این معنا نیست که سطوح هرگز نیاز به تمیز کردن ندارند گرچه ممکن است بازه‌های زمانی نظافت سطوح را افزایش دهد اما آنچه از آسان سازی در این کاتالیز یاد می‌شود مربوط به مدیریت در حفظ و نگهداری سطوح است. اثر خود تمیز شوندگی فتوکاتالیتیک، یکی از پر کاربردترین عبارت‌های در ارتباط با فناوری نانو در صنعت ساختمان است. در حال حاضر ساختمان‌های متعددی در سر تا سر دنیا، در ابعاد مختلف از این پدیده کار آمد، بهره‌مند هستند.
از جمله مزایای آن می‌توان به موارد زیر اشاره کرد:
- کاهش مواد شوینده برای تمیز سازی سطح
- کاهش آلودگی‌های محیط
- کاهش سایش و فرسایش سطوح
- کاهش دوره‌های پاک سازی
- حفظ هزینه‌های مراقبت و نگهداری از ساختمان
- نگهداری آسان و حلال بودن محلول
اما از برجسته‌ترین مزایای آن می‌توان به انتقال نور از سطح براق و نیمه شفاف اشاره کرد. سطوحی که با ماده خود پاک ساز ساخته می‌شوند چرک و آلودگی کمتری دارند و نور عبوری از آن‌ها افزایش می‌یابد که خود باعث کاهش مصرف انرژی می‌گردد برای ایجاد چنین سطوحی با این کارایی به نور UV، اکسیژن و رطوبت نیاز داریم، نور UV، که در نور روزانه وجود دارد برای فعال کردن کاتالیک‌های نوری مورد استفاده قرار می‌گیرد.
دی اکسید تیتانیوم عامل اصلی رفع چرک‌های روی سطوح است با ابعاد نانو اسکالری که دارد فرایند جداسازی چرک از سطوح را سرعت می‌بخشد و تأثیر پایدار و دائمی را بر جای می‌گذارد.
بیشترین کاربرد کاتالیزهای نوری در شیشه، سرامیک، غشاها و سطوح بزرگ نماست. از جمله کابردهای دیگر این محصولات می‌توان به آجرهای پخته شده با پوشش مقاوم، ترکیب با سیمان نمای ساختمان، شیشه‌های محافظ نور خورشید، ایجاد نمای براق، شیشه با خاصیت تصفیه سازی هوا، شیشه با خاصیت تصفیه سازی آب، خاصیت خنک‌کنندگی اشاره کرد. نمونه ساختمان ساخته شده که در آن این فناوری استفاده شده، کلیسای جوبیلی است که در سال ۲۰۰۳ میلادی ساخته شده و در تمام قسمت‌های آن از نانو تکنولوژی بهره برده‌اند. هم‌اکنون در سال ۲۰۱۴ هستیم و این ساختمان هنوز برق می‌زند.

## سطوح آسان تمیز شونده Etc
Etc همچون لوتوس خود پاک‌کننده است با این تفاوت که بیشتر از آنکه زبر باشد صاف است. تمام سطوح صاف را نباید خود پاک‌کننده Etc فرض کرد و آن‌ها را با تفلون اشتباه گرفت. آبی که از سطوح شیب دار آسان تمیز شونده می‌ریزد تشکیل قطره می‌دهد و چرک‌های سطحی را می‌شورد از این عملکرد می‌توان برای تأسیسات بهداشتی، پوشش‌های سرامیکی و دوش‌های براق استفاده کرد. این مواد را می‌توان به فلز، چرم، سنگ، سرامیک و سیمان اضافه کرد و به آن خاصیت هیدروفوبیک بخشید و محصولاتی را ایجاد کرد که به آلودگی حساس اند، دافع کثیفی اند، پاکسازی را آسان، هزینه‌ها را کم و زمان تمیزکنندگی را کاهش می‌دهند. مقدار زیاد آب در این روش مناسب نیست و ممکن است به جای تولید قطره‌ای آب در سطح باعث ایجاد جریانی ار آب شود و سطح را کثیف نماید. به عنوان یک قانون کلی سطوحی مناسب هستند که شیبدار باشند و در مقابل مقدار آب مناسبی قرار گیرند. سطوح آسان تمیز شونده اغلب در موارد درونی ساختمان به کار می‌رود، اما برای حفاظت‌های هوای بیشتر در محیط‌های باز استفاده می‌شوند.
استفاده از مواد شوینده سایشی و پاک سازی با فشار زیاد توسط پرسنل پاک سازکننده با گذر زمان به سطح آسان تمیز شونده آسیب می‌رساند مگر اینکه پوشش‌ها به خراش مقاوم باشند.

## سطوح ضد مه گرفتگی
با بهره‌گیری از نانو می‌توان شیشه‌ها و آیینه‌هایی همیشه شفاف داشت. به محض اینکه رطوبت هوا میعان شود، قطرات کوچک بسیاری بر روی سطوحی چون شیشه و آینه ایجاد و عملکرد آن‌ها را مختل می‌کنند. راه حل این مشکل، ایجاد روکشی از دی اکسید تیتانیوم بر روی شیشه هاست که انرژی سطحی زیاد و به تبع قابلیت جذب آب بیشتری را برای سطوح فراهم می‌کند.
روش دیگری که در سال ۲۰۰۵ در محافل پژوهشی آمریکا و استرالیا ابداع شده، مبتنی بر پوشش‌های سطحی پر منفذ و متخلخل شیشه مانند است. این پوشش‌ها، از لایه‌های متعددی ساخته می‌شوند؛ بنابراین، یاک لایه بسیار نازک و غیرقابل مشاهده تشکیل می‌شود و سطح شیشه شفاف به نظر می‌رسد.
استفاده از افشانه‌هایی ضد مه نیز روشی است که معمولاً استفاده می‌شود. دو جنبه‌ای که در انواع سطوح ضد مه گرفتگی مشترک است. این است که:نخست، چگالش آب متوقف نمی‌شود، بلکه به گونه‌ای با این فرایند طبیعی کنار می‌آییم تا سطح شفاف باقی بماند. دوم اینکه، به کمک این فناوری نوین می‌توان همواره سطوح شیشه‌ای کاملاً شفاف در اختیار داشت که به سادگی و بدون زحمت زیاد، پاک شده و همچنین نیازی به مصرف برق یا گرم کردن شیشه یا استفاده از دمنده‌هایی شبیه سشوار نخواهد بود.

## سطوح ضد اثر انگشت
فولاد و شیشه، از مصالح پر کاربرد معماری هستند که ضعف آشکاری برای استفاده در سطوح داخلی ساختمان دارند. سطوحی که معمولاً در دسترس افرادند، به آسانی لمس می‌شوند. فولاد و شیشه جلا داده شده اغلب آماج حملات نوک انگشتان افراد هستند و به‌طور مداوم توسط انگشتان دست لمس می‌شوند. جلوهٔ تمیزی و شفافی این سطوح، که اغلب از نظر زیبایی یا بهداشتی مهم است، در پس آثار متعدد انگشتان محو می‌شود. فناوری نانو برای این مشکل هم راه حلی دارد. با استفتده از پوشش‌های ضد اثر انگشت، می‌توان نشانه‌های لمس انگشتان بر روی سطوح را از نظر محو کرد. با بهره‌گیری از پوشش‌های جدی ضد اثر انگشت، آثار بر جای مانده از انگشتان، هنوز هم بر روی سطح وجود دارند، اما به لطف فناوری نانو، نا محسوس می‌شوند. این پوشش‌ها کاری مشابه اثر انگشت انجام داده و تنها اثر آن را کمرنگ تر می‌کنند. به این معنا که مشابه آثار انگشت، این پوشش‌ها نیز سبب شکست نور می‌شوند. این پوشش‌ها بسیار نازک اند، به طوری که اگر بر روی فولاد استفتده شده باشند، می‌توان به سادگی قطعهٔ فولادی را خم و راست کرد، بدون اینکه پوشش یاد شده دچار شکستگی، خرد شدگی و آسیب‌های دیگر شود.